# The Crow (comics)
Pour les articles homonymes, voir The Crow.
The Crow est une série de comics américaine créée par James O'Barr, débutée en 1989. Cette série avait été écrite par O'Barr dans le but de surmonter le décès de sa petite amie, morte dans un accident de voiture causé par un conducteur ivre. Elle fut publiée en 1989 et obtint un succès confidentiel.
Un film fut adapté de la série en 1994. Le héros devint une icône de la culture gothique moderne, principalement grâce au succès du premier film. Le succès du premier film développe une franchise autour du personnage.

## Historique de la publication
Bien qu'ayant écrit son histoire au début des années 1980, James O'Barr ne trouve un éditeur qu'en 1988. Le premier récit de The Crow sort dans Caliber Presents no 1 en janvier 1989. La première mini-série sort le mois suivant, sur 4 numéros chez Caliber Press. La série est reprise par Kitchen Sink Press en 1996 qui la continue avec cinq nouvelles mini-séries et un one-shot.
Entre 1998 et 2011, trois séries chez trois éditeurs différents sortent : The Crow / Razor: Kill the Pain chez London Night Studios, Todd McFarlane Presents: The Crow chez Image Comics et The French Crow en 5 volumes chez l'éditeur français Réflexions.
En 2012, la licence est reprise par IDW qui sort régulièrement des mini-séries.

## Synopsis
L'histoire tourne autour d'un malheureux jeune homme nommé Eric. Sa fiancée Shelly et lui-même sont agressés par un gang des rues lors d'une panne de leur véhicule. Eric reçoit une balle dans la tête et se retrouve paralysé et ne peut que voir Shelly être sauvagement battue, violée et tuée. Ils sont laissés pour mort sur le bas côté de la route. Eric meurt plus tard à l'hôpital sur la table d'opération.
Il est ressuscité par un corbeau et cherche à se venger des assassins, les traquant et les tuant les uns après les autres. Quand il ne chasse pas, Eric reste dans la maison qu'il partageait avec Shelly, passant la plupart de son temps perdu dans ses souvenirs qui le torturent.
Le corbeau sert à la fois de guide et d’aiguillon à Eric, lui fournissant des informations qui l’aident dans sa quête mais il le réprimande aussi de s'apitoyer sur la mort de Shelly, considérant que cela le distrait de son but.

## Personnages principaux
- Eric Draven : Eric est guitariste au sein d'un groupe de rock. Il est fiancé à Shelly Webster.
- Shelly Webster : La fiancée d'Eric Draven violée et tuée par le gang de T-Bird. Elle apparaît dans les rêves et souvenirs d'Eric.
- Sherri : Une jeune fille des rues qui se lie d'amitié avec Eric. Elle est renommée Sarah dans le film de 1994.

## Publications
- The Crow (4 numéros, 1989, Caliber Press) par James O'Barr
- The Crow: Dead Time (3 numéros, 1996, Kitchen Sink Press) histoire par James O'Barr et John Wagner, dessin par Alexander Maleev
- The Crow: Flesh and Blood (3 numéros, 1996, Kitchen Sink) histoire par James Vance, dessin par Alexander Maleev
- The Crow: City of Angels (3 numéros, 1996, Kitchen Sink) adapté du scénario du film
- The Crow: Wild Justice (3 numéros, 1996, Kitchen Sink) histoire par Jerry Prosser, dessin par Charlie Adlard
- The Crow: Waking Nightmares (4 numéros, 1997–1998, Kitchen Sink) histoire par Christopher Golden, dessin par Philip Hester
- The Crow no 0: A Cycle of Shattered Lives (one-shot, 1998, Kitchen Sink) histoire par James O'Barr
- The Crow / Razor: Kill the Pain (5 numéros, 1998, London Night Studios) histoire par Everette Hartsoe
- Todd McFarlane Presents: The Crow (10 numéros, 1999, Image Comics), histoire par Jon J Muth, dessin par Jamie Tolagson et Paul Lee
- The French Crow (5 volumes, 2002–2011, Goutte D'Or Production / Réflexions) (éditions françaises)
- The Crow: Death & Rebirth (5 numéros, 2012, IDW) histoire par John Shirley, dessin par Kevin Colden
- The Crow: Skinning the Wolves (3 numéros, 2012, IDW) histoire par James O'Barr et Jim Terry
- The Crow: Curare (3 numéros, 2013, IDW) histoire par James O'Barr, dessin par Antoine Dodé
- The X-Files/The Crow: Conspiracy (one-shot, 2014, IDW) histoire par Denton J. Tipton, dessin par Vic Malhotra
- The Crow: Pestilence (4 numéros, 2014, IDW) histoire par Frank Bill, dessin par Drew Moss
- The Crow: Memento Mori (4 numéros, 2018, IDW) histoire par Roberto Recchioni and Matteo Scalera, dessin par Werther Dell'Edera and Matteo Scalera
- The Crow: Hack/Slash (4 numéros, 2019, IDW) histoire par Tim Seeley, dessin par Jim Terry

## Critique
The Crow est classé 37e dans la liste « Top 100 Comic Book Heroes » d'IGN.

## Autres médias

### Cinéma et télévision
Ce comic book a inspiré une série de films et une série télévisée.

### Romans
Entre 1996 et 2020, plusieurs romans ont été édités, essentiellement par l'éditeur Harper & Row. En France, les éditions Fleuve Noir puis Pocket ont sorti quatre des tomes entre 2000 et 2002.
1. Ce que dit le corbeau (The Crow: Quoth the Crow, 1998) par David Bischoff
2. Le Cœur de Lazare (The Crow: The Lazarus Heart, 1998) par Poppy Z. Brite
3. Les Ailes de la mort (The Crow: Clash by Night, 1998) par Chet Williamson
4. Temple de la nuit (The Crow: Temple of Night, 1999) par S. P. Somtow

Non traduits :
- The Crow: Die Krahe (Goldmann Wilhelm GmbH, 1994) par Kenneth Roycroft (en allemand)
- The Crow: City of Angels (Berkeley, 1996) par Chet Williamson
- The Crow: Wicked Prayer (Harper, 2000) par Norman Partridge
- The Crow: Hellbound (Harper, 2001) par A. A. Attanasio
- The Crow: Shattered Lives & Broken Dreams (Random House, 1999, anthologie de nouvelles)

La suite inspirée directement du film The Crow réalisé par Alex Proyas : 
- Sarah : Les larmes du corbeau (2020) par Lionel Boulet   (ISBN 9798649981897)